# Alenatea
Alenatea là một chi nhện trong họ Araneidae.